# Rosentaube
Die Rosentaube (Nesoenas mayeri), auch Rosataube, Mauritius-Rosataube oder kurz Mauritiustaube genannt, ist eine seltene, auf Mauritius endemische Taubenart.

## Merkmale
Die Rosentaube erreicht eine Länge von 36 bis 38 Zentimetern und wird 320 bis 350 Gramm schwer. Ihr Hals ist mittellang, ihr Kopf ist klein und rund. Die Flügel sind dunkelgrau bis dunkelbraun, die Handschwingen sind etwas dunkler. Der fächerförmige Schwanz ist rotbraun. Das übrige Gefieder ist blassrosa gefärbt. Der kräftige und am Ende leicht verdickte Schnabel hat eine hellrote Basis und eine weiße bis blassrosa Spitze. Die hellroten Füße tragen eine kurze und drei lange, mit kräftigen Krallen besetzte Zehen. Die Augen sind von einem roten, unbefiederten Lidring umgeben, die Iris hat eine dunkelgelbe Färbung.

## Lebensweise und Verbreitung

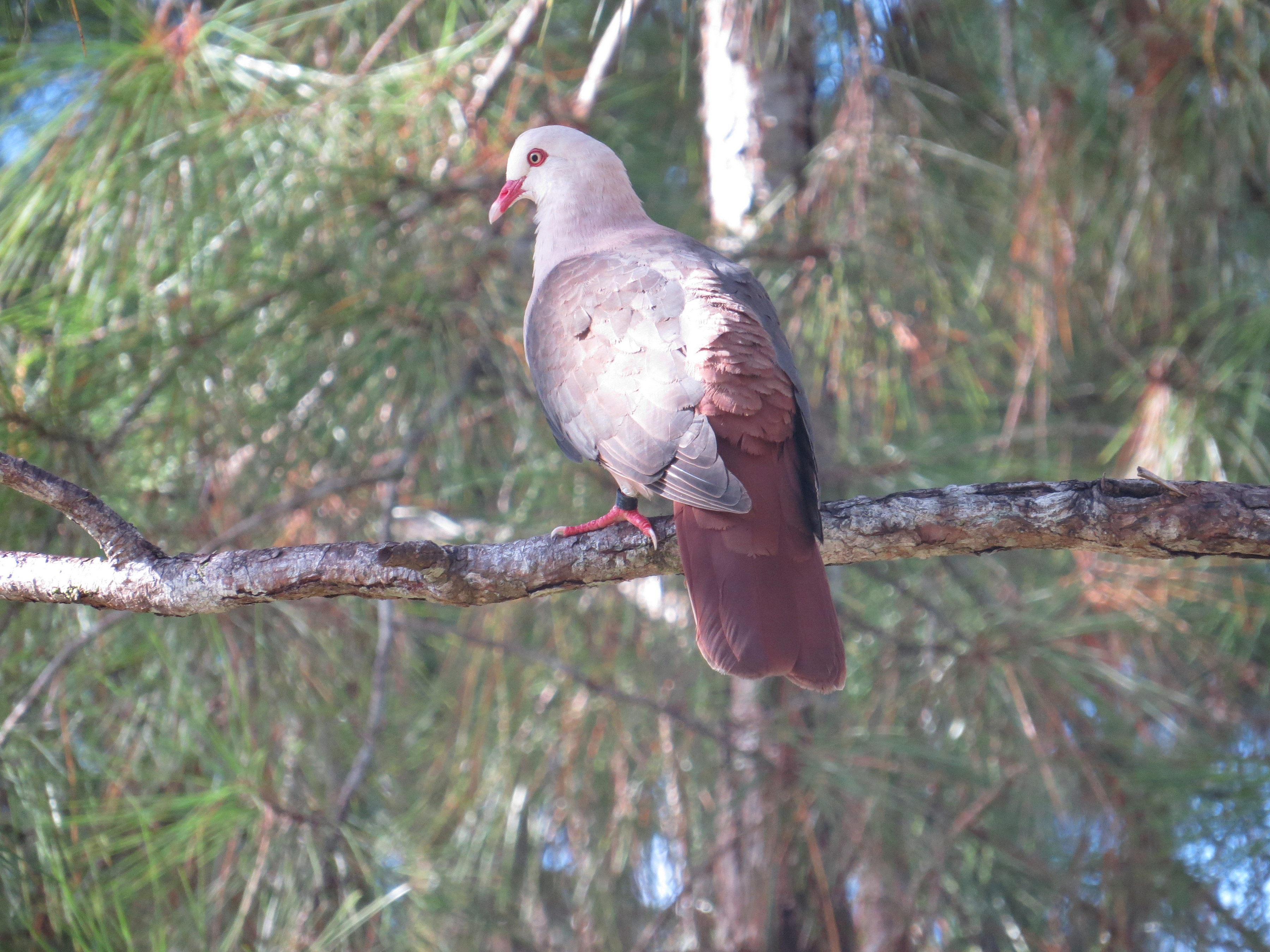
Rosentaube nahe Le Pétrin, Mauritius – Rückansicht.

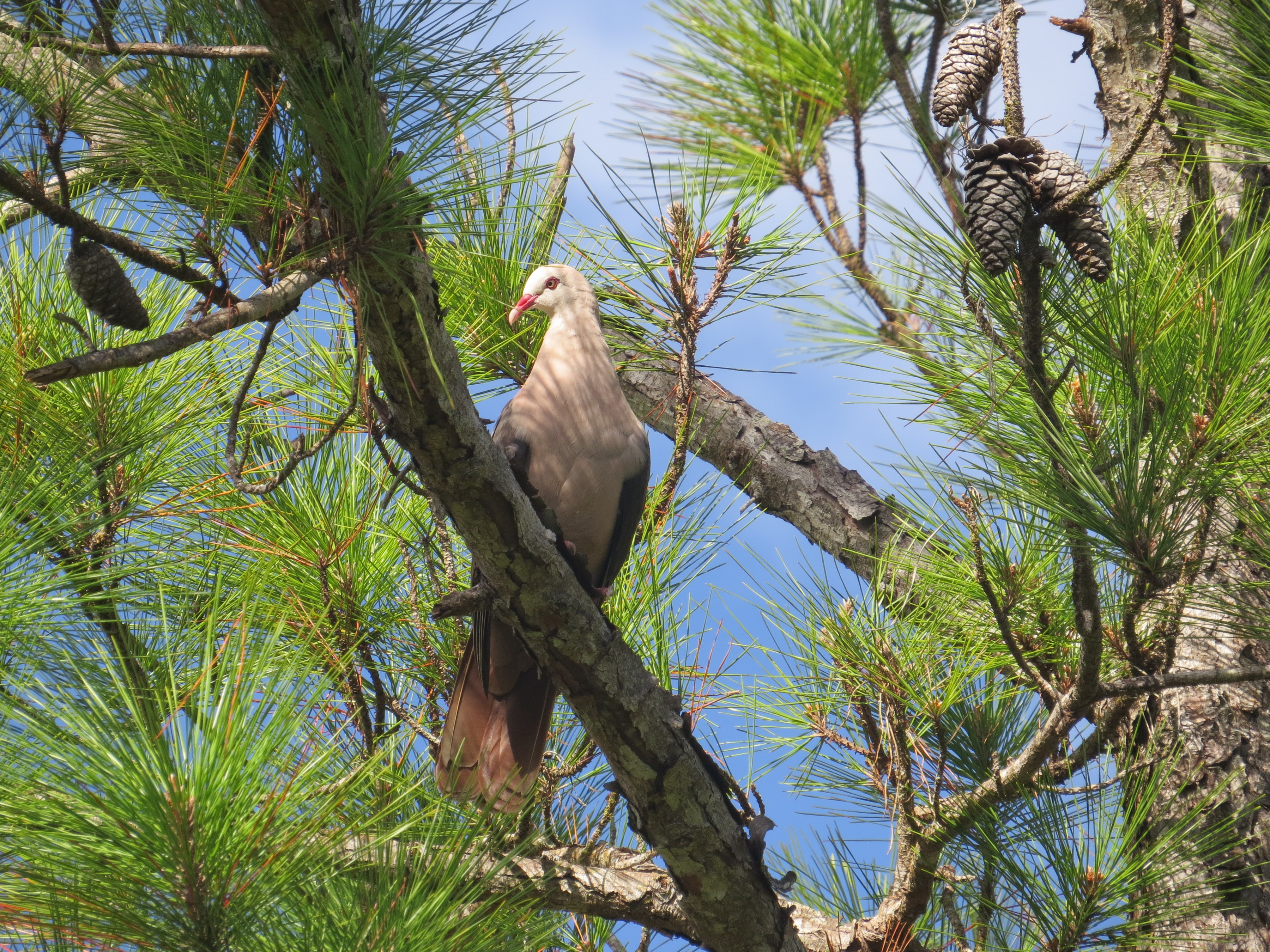
Rosentaube nahe Le Pétrin, Mauritius – Vorderansicht.

Die Rosentaube frisst Blätter, Früchte, Blüten, Samen und Knospen von sowohl einheimischen als auch eingeführten Pflanzen. Die Weibchen der Art rufen kurz und nasal hoo hoo, Männchen gurren laut cooo. Das Nest besteht aus Zweigen und wird von beiden Geschlechtern im Geäst eines Baumes errichtet. Das Weibchen legt in der Regel zwei Eier.
Die Rosentaube kommt nur im Süden von Mauritius, einer Insel im Indischen Ozean, und auf der dicht vor der Ostküste liegenden Ile aux Aigrettes vor.

## Schutz und Bestand
Hauptsächliche Bedrohungen sind die Rodung der Wälder und die vom Menschen eingeführten Tierarten wie Hausratte, Indischer Mungo, Hauskatze und Javaneraffe. Auch schwere Stürme können den Bestand der Rosentaube dezimieren. So kamen in den Jahren 1960, 1975 und 1979 etwa die Hälfte aller Rosentauben durch Wirbelstürme um. Von den einheimischen Bevölkerungen der Inseln droht keine Gefahr, da sie der Überzeugung sind, dass die Rosentaube gelegentlich die Früchte des giftigen Fangame-Baumes frisst.
Schon 1830 wurde der Bestand als kritisch eingestuft. Später kam es zu genaueren Zählungen. Im Jahr 1991 war die Anzahl der Vögel auf 10 Exemplare abgesunken. Um 1970 wurden erstmals Rosentauben in Gefangenschaft gehalten, auf Mauritius und im Jersey-Zoo auf der Insel Jersey. Es wurden weitere Zuchtgruppen in Zoos gegründet, nennenswert ist der Vogelpark Walsrode. Heute leben in Zoos circa 150 Vögel. Im Jahr 2001 gab es wieder 350 Exemplare (in fünf Populationen) in Freiheit, nachdem man in Gefangenschaft erbrütete Tiere ausgesetzt hatte.

## Systematik
Die Rosentaube wurde früher als Columba mayeri in die  Gattung der Feldtauben eingeordnet und später in die eigene Gattung Nesoenas gestellt. Neuere Untersuchungen einschließlich DNA-Analysen ergaben jedoch, dass die am nächsten verwandte Art die Madagaskar-Turteltaube (Streptopelia picturata) ist, woraufhin man die Rosentaube 2001 in die Gattung der Turteltauben stellte. 2005 wurde sie jedoch zusammen mit der Madagaskar-Turteltaube wieder in die Gattung Nesoenas ausgegliedert.
Die um 1700 ausgestorbene Réunion-Rosentaube (Nesoenas mayeri duboisi) Rothschild, 1907, die nur auf der Insel Réunion zu finden war, wird als Unterart der Rosentaube angesehen.